# کالدونیا (کنتاکی)
کالدونیا (به انگلیسی: Caledonia) یک منطقهٔ مسکونی در ایالات متحده آمریکا است که در کنتاکی واقع شده‌است. کالدونیا ۱۳۹٫۹ متر بالاتر از سطح دریا قرار دارد.